# Clara Norberg Averbo
Clara Norberg Averbo, född 1980, är en svensk politiker och logoped som var förbundssekreterare i Ung Vänster mars-oktober 2005. I valet 2006 blev hon vald till ledamot i kommunfullmäktige och ersättare i kommunstyrelsen i Umeå för Vänsterpartiet. Hon lämnade sin plats på grund av flytt 2009 och har därefter inte haft några politiska uppdrag.